# Ternes
Ternes - stacja linii nr 2 metra  w Paryżu. Stacja znajduje się w 17. dzielnicy Paryża.  Została otwarta 7 października 1902 r.